# Leichtathletik-Weltmeisterschaften 2013/Teilnehmer (Kuba)
| Gelbes Symbol für Goldmedaillen mit stilisierten Olympischen Ringen | Graues Symbol für Silbermedaillen mit stilisierten Olympischen Ringen | Braundes Symbol für Bronzemedaillen mit stilisierten Olympischen Ringen |
| ------------------------------------------------------------------- | --------------------------------------------------------------------- | ----------------------------------------------------------------------- |
| —                                                                   | 1                                                                     | 2                                                                       |

Der Leichtathletik-Verband Kubas stellte 25 Teilnehmer bei den Leichtathletik-Weltmeisterschaften 2013 in der russischen Hauptstadt Moskau.

## Ergebnisse

### Männer

#### Laufdisziplinen
| Athlet                                                                                  | Disziplin    | Vorlauf     | Vorlauf | Halbfinale         | Halbfinale         | Finale             | Finale             |
| Athlet                                                                                  | Disziplin    | Zeit        | Platz   | Zeit               | Platz              | Zeit               | Platz              |
| --------------------------------------------------------------------------------------- | ------------ | ----------- | ------- | ------------------ | ------------------ | ------------------ | ------------------ |
| Yoandys Lescay                                                                          | 400 m        | DSQ         | DSQ     | –––                | –––                | –––                | –––                |
| Andy González                                                                           | 800 m        | 1:46,80 min | 16      | nicht qualifiziert | nicht qualifiziert | nicht qualifiziert | nicht qualifiziert |
| Orlando Ortega                                                                          | 110 m Hürden | 13,69 s     | 25      | nicht qualifiziert | nicht qualifiziert | nicht qualifiziert | nicht qualifiziert |
| Ignacio Morales                                                                         | 110 m Hürden | 13,59 s     | 20      | nicht qualifiziert | nicht qualifiziert | nicht qualifiziert | nicht qualifiziert |
| Omar Cisneros                                                                           | 400 m Hürden | 49,87 s     | 19      | 47,93 s WL         | 1                  | 48,12 s            | 4                  |
| Raidel Acea Omar Cisneros Yoandys Lescay Osmaidel Pellicier Orestes Rodríguez Noel Ruíz | 4 × 400 m    | 3:04,26 min | 17      |                    |                    | nicht qualifiziert | nicht qualifiziert |

#### Sprung/Wurf
| Athlet               | Disziplin      | Qualifikation | Qualifikation | Finale             | Finale             |
| Athlet               | Disziplin      | Weite/Höhe    | Platz         | Weite/Höhe         | Platz              |
| -------------------- | -------------- | ------------- | ------------- | ------------------ | ------------------ |
| Lázaro Borges        | Stabhochsprung | 5,40 m        | 21            | nicht qualifiziert | nicht qualifiziert |
| Pedro Pablo Pichardo | Dreisprung     | 17,06 m       | 5             | 17,68 m            | Silber             |
| Jorge Fernández      | Diskuswurf     | 64,86 m       | 4             | 62,88 m            | 10                 |
| Roberto Janet        | Hammerwurf     | 71,73 m       | 23            | nicht qualifiziert | nicht qualifiziert |
| Guillermo Martínez   | Speerwurf      | 79,67 m       | 16            | nicht qualifiziert | nicht qualifiziert |
| Leonel Suárez        | Zehnkampf      |               |               | 8317 Punkte SB     | 10                 |

### Frauen

#### Laufdisziplinen
| Athletin          | Disziplin | Vorlauf     | Vorlauf | Halbfinale  | Halbfinale | Finale             | Finale             |
| Athletin          | Disziplin | Zeit        | Platz   | Zeit        | Platz      | Zeit               | Platz              |
| ----------------- | --------- | ----------- | ------- | ----------- | ---------- | ------------------ | ------------------ |
| Rose Mary Almanza | 800 m     | 2:00,27 min | 12      | 2:00,98 min | 11         | nicht qualifiziert | nicht qualifiziert |

#### Sprung/Wurf
| Athletin           | Disziplin      | Qualifikation | Qualifikation | Finale             | Finale             |
| Athletin           | Disziplin      | Weite/Höhe    | Platz         | Weite/Höhe         | Platz              |
| ------------------ | -------------- | ------------- | ------------- | ------------------ | ------------------ |
| Yarisley Silva     | Stabhochsprung | 4,55 m        | 9             | 4,82 m             | Bronze             |
| Mabel Gay          | Dreisprung     | 14,17 m       | 8             | 14,45 m SB         | 5                  |
| Yaniuvis López     | Kugelstoßen    | 16,82 m       | 25            | nicht qualifiziert | nicht qualifiziert |
| Yarelys Barrios    | Diskuswurf     | 63,63 m       | 2             | 64,96 m            | Bronze             |
| Yaimé Pérez        | Diskuswurf     | 60,33 m       | 11            | 62,39 m            | 11                 |
| Denia Caballero    | Diskuswurf     | 60,14 m       | 12            | 62,80 m            | 8                  |
| Yipsi Moreno       | Hammerwurf     | 71,69 m       | 9             | 72,68 m SB         | 6                  |
| Yorgelis Rodríguez | Siebenkampf    |               |               | 6148 Punkte        | 12                 |